# KVV Klauwaerts Kemzeke
KVV Klauwaerts Kemzeke was een Belgische voetbalclub uit Kemzeke. De club sloot in 1942 opnieuw aan bij de KBVB met stamnummer 3441. 
In 2017 nam de club ontslag uit de KBVB nadat de hoofdsponsor zich terugtrok. Er werd met SK Kemzeke een nieuwe club opgericht.

## Geschiedenis
De club werd in 1928 opgericht onder de naam VV Klauwaertszonen Kemseke en sloot in 1930 een eerste keer aan bij de KBVB, men kreeg stamnummer 1677 toegewezen.
Twee jaar later nam de club ontslag uit de KBVB en vervoegde de Vlaamsche Voetbalbond.
In 1942 sloot de club opnieuw aan bij de KBVB en wijzigde zijn naam lichtjes naar VV Klauwaerts Kemzeke. In 1953 zou dat KVV worden toen de club de titel van koninklijke maatschappij mocht dragen na 25 jaar onafgebroken activiteit.
In 1946 behaalde de club zijn eerste grote succes in de KBVB met de titel in Derde Gewestelijke F na een spannende strijd met Rupelmonde.
Begin jaren zeventig klom de club voor het eerst naar de hoogste provinciale afdeling. Daar zou men tot de degradatie in 1981 blijven spelen.
Er volgde een lang verblijf in Tweede Provinciale dat in 2002 werd afgesloten met de kampioenstitel en bijhorende terugkeer naar Eerste Provinciale. 
In 2007 zakte de club voor één seizoen naar Tweede Provinciale, maar keerde als kampioen onmiddellijk terug naar de hoogste provinciale afdeling.
In 2013 degradeerde Kemzeke opnieuw naar Tweede Provinciale, ditmaal voor twee seizoenen. Via de eindronde wist men in 2015 terug te keren naar Eerste Provinciale. Daar speelde men nog twee seizoenen tegen de degradatie tot de club werd opgedoekt toen de hoofdsponsor zich terugtrok.